# Винникотт, Дональд Вудс
Дональд Вудс Винникотт (англ. Donald Winnicott; 7 апреля 1896, Плимут — 28 января 1971, Лондон) — британский педиатр и детский психоаналитик. Один из важнейших представителей теории объектных отношений. Автор арт-терапевтической техники «Игра в каракули» («Каракули Д. Винникотта»).

## Биография
Дональд Винникотт родился 7 апреля 1896 года в Плимуте, графство Девон. Он был третьим ребёнком в семье Фридерика Винникотта и Элизабет, в девичестве Вудс. Его отец в течение многих лет был мэром Плимута, а в 1924 году стал пэром.
Д. Винникотт был послушным ребёнком, рос в любви и заботе со стороны матери и старших сестёр. Занимался спортом и был лучшим бегуном в школе. Увлекался биологией и учением Ч. Дарвина и решил стать врачом. В 13 лет начинает изучать медицину в частной школе, а затем в иезуитском колледже Кембриджа. Во время Первой мировой войны, в 1917 году, уходит добровольцем на военно-морской флот, где служит судовым врачом. После войны продолжает и заканчивает в 1920 году обучение в Королевском колледже Кембриджа.
В 1923 году начал работать педиатром в лондонской детской больнице на Паддингтон Грин, где прослужил 40 лет. За свою многолетнюю практику имел дело с 60 тыс. детей и их семьями. На терапевтических сеансах использовал разработанную им технику «игры в каракули».
Заинтересовавшись психоаналитическими идеями, проходит анализ у английского психоаналитика Дж. Стречи. В 1927 году становится членом Британского психоаналитического общества, в 1934 году получает квалификацию психоаналитика, работающего со взрослыми, а в 1935 году получил квалификацию детского психоаналитика. В дальнейшем обучался у Дж. Рикмана и М. Кляйн.
В начале своей психоаналитической деятельности был близок к Мелани Кляйн, развивал её психоаналитический подход, однако со временем переосмыслил ряд идей кляйнинской школы и выступил против её радикализма в психоанализе. После раскола Британского психоаналитического общества на сторонников М. Кляйн и А. Фрейд, Д. Винникотт не принял ни одну, ни другую сторону, войдя в группу независимых психоаналитиков.
Во время Второй мировой войны Д. Винникотт был консультантом Правительственного эвакуационного проекта. В этот период он работал с детьми, имеющими серьёзные нарушения, обусловленные эвакуацией из Лондона и других городов и отрывом от своих семей. Это позволило глубже понять важную роль матери в жизни ребёнка.
После войны Д. Винникотт стал директором педиатрической службы Лондонской психоаналитической клиники, читал лекции, вёл частную практику. Винникотту были присвоены почетные звания члена Королевского колледжа врачей и Британского психологического общества. Дважды (в 1956—1959 и 1965—1968) избирался президентом Британского психоаналитического общества.
28 января 1971 года Д. Винникотт скончался от инфаркта.

## Исследовательские интересы
Винникота отличало особое внимание к символическим аспектам душевной жизни, отсюда его внимание к переходным объектам, к игре.

### Концепция внутренней реальности
Разрабатывал концепцию внутренней реальности, противопоставляя понятие «внутренней реальности» понятию «психической реальности».

«Понятие „психическая реальность“ не оставляет места для фантазий; понятие „внутренняя реальность“ предполагает существование и внутреннего, и внешнего мира, а следовательно, также существование ограничивающей мембраны, которая относится к тому, что я сегодня назвал бы психосомой».

В формировании внутренней реальности, согласно Д. В. Винникотту, принимают участие 3 процесса:
- интеграция психических феноменов. Винникотт считал, что в самом начале личность является неинтегрированной, в неблагоприятных условиях личность может возвращаться (регрессировать) к состоянию первичной неинтегрированности. Во внутренней реальности могут появляться диссоциации, когда интеграция осуществляется не до конца
- персонализация
- реализация

### «Достаточно хорошая мать»
Винникотт ввел в обиход понятие «достаточно хорошие матери», суть которого заключается в том, что незначительные ошибки родителей, хоть и огорчают ребёнка, необходимы для его развития, поскольку формируют представление о любящей матери.

## Игра в каракули (Каракули Д. Винникотта)
Дональд Винникотт разработал собственную проективную арт-терапевтическую методику под названием «Каракули». Концепция и примеры применения «Игры в каракули» были описаны в работе психоаналитика «Терапевтические консультации в детской психиатрии» (1971 г.). Психотерапевтические сеансы с использованием «Игры в каракули» проходили в госпитале Паддингтон Грин.

### Процесс проведения методики
Терапевт ведет беседу с родителями, в это время ребенок рисует каракули, наполненные для него определенным личностным смыслом. Психотерапевт периодические вмешивается в работу ребенка, сам рисует для ребенка линию, которую ребенок должен продолжить. Он (терапевт) является соединяющим звеном между родителями и ребенком, его задача: помочь и родителям, и ребенку, выразиться относительно сложной ситуации. Важным качеством психотерапевта в данной ситуации является умение слушать и поддерживать клиентов. Методика должна выполняться опытным психологом-профессионалом в целях корректного выполнения методики и верной интерпретации со стороны специалиста. 

### Цели методики

#### Психодиагностика
Методика «Игры в каракули» позволяет достичь так называемого «критического момента», при котором ребенок начинает понимать ситуацию, которая задерживает его развитие, сдерживает его. Методика также может использоваться для исследования собственных чувств и переживаний.

#### Способ преодоления сопротивления
Данная методика служит не только методом диагностики, но также и способом преодоления «периода нерешительности», выражение «периода нерешительности» в деятельности. Этот термин, введенный Д. Винникоттом, обозначает форму сопротивления анализу и позволяет дополнить классическую концепцию З. Фрейда о сопротивлении со стороны клиента. С помощью активной вовлеченности в совместную творческую деятельность клиент ищет доверительную связь с терапевтом (в других модификациях методики — с другими участниками терапии).

### Достоинства методики
Методика «Игры в каракули» способствует:
- уменьшению коммуникационных барьеров между клиентом и психотерапевтом;
- внутригрупповой сплоченности;
- развитию коммуникативных навыков;
- расслаблению и снятию эмоционального напряжения[11].

Методика затрагивает творческую сферу личности, несет в себе конструктивный смысл, сочетает в себе элементы игровой и ассоциативной мыслительной деятельности. Может применяться в работе как с детьми, так и со взрослыми.

### Модификации методики
Методика «Каракули» модифицируется и преображается другими психотерапевтами. При этом в терапию добавляются другие материалы, не связанные с рисованием. Например, в одной из модифицированных версий методики, «Глиняные каракули» Р. Френкеля, вместо рисуночного материала используется глина. Данная методика используется для установления тесного контакта между участниками терапии. Другим примером модификации методики Винникотта является методика «Каракули и метаморфозы» А. Копытина, в котором включается возможность трансформации изображенных образов, что способствует развитию воображения. 

## Публикации на русском языке

### Книги
- Винникотт Д. В. Игра и реальность. — М.: Институт общегуманитарных исследований, 2002.
- Винникотт Д. В. Семья и развитие личности. Мать и дитя. — М.: Литур, 2004.
- Винникотт Д. В. Пигля. Отчет о психоаналитическом лечении маленькой девочки. — М.: Класс, 2006.
- Винникотт Д. В. Маленькие дети и их матери. — М.: Класс, 2007.
- Винникотт Д. В. Разговор с родителями. — М.: Класс, 2011.

### Статьи
- Винникотт Д. В. Искажение Эго в терминах истинного и ложного Я // «Консультативная психология и психотерапия», 2006, № 1, с. 5-19.
- Винникотт Д. В. Способность быть в одиночестве // «Журнал практической психологии и психоанализа», 2002, № 4.
- Винникотт Д. В. Психосоматическое заболевание в позитивном и негативном аспектах // «Журнал практической психологии и психоанализа», 2003, № 3.
- Винникотт Д. В. Теория родительско-младенческих отношений // «Журнал практической психологии и психоанализа», 2005, № 2.
- Винникотт Д. В. Использование объекта и построение отношений через идентификацию // «Журнал практической психологии и психоанализа», 2004, № 1.
- Винникотт Д. В. Переходные объекты и переходные явления. Исследование первого «не-я» предмета. (1953) // «Антология современного психоанализа», М.: Институт психологии РАН, 2000

### Издания о нём, его деятельности и идеях
- Хегай Л. Д. В. Винникотт и аналитическая психология. — М.: КДУ, Добросвет, 2009.
- Немировский К. Винникотт и Кохут. Новые перспективы в психоанализе, психотерапии и психиатрии. — М.: Когито-Центр, 2010.
- Змановская Е. В. Концепция внутренней реальности Д. Винникотта // «Современный психоанализ. Теория и практика». — СПб.: Питер, 2011. — c. 99-104.
- М. Масуд Р. Хан Творчество Д.Винникотта // «Журнал практической психологии и психоанализа», 2002, № 1.
- Психоаналитические афоризмы VII. — Дональд Винникотт // «Журнал практической психологии и психоанализа», 2005, № 4.